# Викшалампи
Викшалампи — пресноводное озеро на территории Гирвасского сельского поселения Кондопожского района Республики Карелии.

## Общие сведения
Площадь озера — 1,2 км². Располагается на высоте 62,7 метров над уровнем моря.
Форма озера лопастная, продолговатая: оно более чем на два километра вытянуто с северо-запада на юго-восток. Берега изрезанные, каменисто-песчаные, местами заболоченные.
Викшалампи протокой соединяется с озером Сандал, из которого берёт начало река Сандалка, приток реки Суны.
Восточнее озера располагается деревня Тивдия, к которой подходит автодорога местного значения 86К-86 («Тивдия — Белая Гора»). К западу от озера проходит трасса Р21 («Кола»).
Код объекта в государственном водном реестре — 01040100211102000018323.